# Cynanchica
Cynanchica — рід квіткових рослин родини маренових (Rubiaceae). Рід містить 73 види, які ростуть у Північній Африці, Європі, Західній Азії, Казахстані, Західному Сибіру.